# タコクライン

各緯度における太陽内部の自転速度分布。図の縦軸は自転の周波数（周期の逆数）、横軸は太陽半径で正規化した太陽中心からの距離である。太陽表面に近い対流層では差動回転をしており、内側の放射層ではほぼ一定の角速度で自転している。これらの領域の間の遷移領域をタコクラインと呼ぶ。

タコクライン (英: Tachocline) とは、太陽内部の、一定の角速度で回転している放射層と、差動回転をしている対流層の間の遷移領域である。太陽の構造は、内側から、太陽核、放射層、対流層である。対流層は半径の1/3を占める（図のおおよそ0.67≤r/R≤1.0の領域）。放射層から対流層にかけては自転速度が急激に変化するため、タコクラインでは太陽プラズマが大きな剪断（shear、シア）を起こしている。対流層の自転速度は、南北の極地域で遅く、赤道付近で速い。図の460nHzは周期に置き換えるとおよぞ25.2日、360nHzは32.2日に相当する。一方で放射層（図のr/R≤0.67の領域）の自転速度の周期は430nHz付近のほぼ一定値であり、固体のような剛体回転を見せる。これは、fossil fieldと呼ばれる磁場に起因すると考えられる。この放射層の自転速度は、中緯度の対流層の自転速度と同等である。日震学の研究成果によると、タコクラインはr/R=0.7程度の位置にあり、その厚さは太陽半径の4%ほどである。タコクラインは、広範囲の磁場を形成可能とする急激な剪断構造になっている。このタコクライン領域の位置と厚さは、太陽ダイナモモデルにおいて重要な役割を果たしている。太陽ダイナモモデルでは、磁場強度の小さなポロイダル磁場は（タコクライン領域において糸巻きの糸のように）巻き上げられ、より磁場強度の大きなトロイダル磁場を形成する。「タコクライン」という用語は、1992年にen:Edward Spiegelとen:Jean-Paul Zahnによる論文の中で、海洋における温度躍層（サーモクライン）との類推から考えられた言い回しである。

## より詳細な参考文献
- Charbonneau, P., Christensen-Dalsgaard, J., Henning, R., Larsen, R.M., Schou, J., Thompson, M.J., Tomczyk, S., 1999a, “Helioseismic Constraints on the Structure of the Solar Tachocline”, Astrophys. J., 527, 445-460, .
- Basu, S., Antia, H.M., Narasimha, D., 1994, “Helioseismic Measurement of the Extent of Overshoot Below the Solar Convection Zone”, Mon. Not. R. Astron. Soc., 267, 209-224,
- Hughes, D.W., Rosner, R., Weiss, N.O. 2007 The Solar Tachocline, 382pp (Cambridge University Press).